# Diritti LGBT in Yemen
In Yemen l'omosessualità è illegale in base al sistema giuridico del paese basato sulla Shari'a, la rigida legge religiosa musulmana. Le pene vanno dalla punizione corporale giudiziaria consistente nella fustigazione pubblica fino alla pena di morte. Lo Yemen è uno dei 7 paesi al mondo ad applicare ancora la pena di morte per atti sessuali consensuali tra adulti dello stesso sesso.

## Legge costituzionale
La Costituzione della Repubblica dello Yemen, modificata nel 2001, non affronta esplicitamente i diritti LGBT. Garantisce certi diritti umani a tutti i cittadini, a condizione che tutta la legislazione debba essere compatibile con i principi della legge islamica della Shari'a.

## Codice penale
L'articolo 264 del codice penale nazionale vieta gli atti omosessuali consensuali privati tra uomini adulti. La punizione stabilita dalla legge per gli uomini non sposati è di 100 frustate e fino a un anno di prigione. La legge stabilisce che gli uomini sposati condannati per omosessualità devono essere messi a morte.
L'articolo 268 del codice penale nazionale vieta gli atti omosessuali consensuali privati tra donne adulte. La legge stabilisce che tali atti sono puniti con tre anni di prigione.
Oltre al codice penale, la punizione per l'omosessualità può avere origine da persone che cercano di applicare la moralità islamica tradizionale all'interno della propria famiglia o alla società più ampia.
In termini di diritti umani le forze di sicurezza sono responsabili di trattamenti inumani e tortura anche in sede extragiudiziaria.

## Censura dei media
Il governo blocca l'accesso a pagine Web che esprimono il supporto dei diritti LGBT. Questa politica di censura si estende anche a pubblicazioni e riviste nello Yemen.
Non esiste alcun dibattito pubblico riguardante l'omosessualità o i diritti per le persone LGBT; la posizione ufficiale del governo è che: "non esistono gay in Yemen".
Nel 2003 The Week, una rivista in lingua araba, ha pubblicato un articolo che includeva interviste con uomini yemeniti imprigionati per omosessualità. I tre giornalisti coinvolti nell'articolo sono stati condannati dal governo.
Nel 2004 lo Yemem Times, una rivista in lingua inglese, è stato autorizzato a pubblicare un pezzo di opinione contrario al riconoscimento legale del matrimonio gay.
Nel 2010 la rivista Al Thaqafiya è stata chiusa dal governo per aver pubblicato una recensione sul film egiziano intitolato "Heena Maysara" (si traduce in "Fino a che le cose non miglioreranno"). Il recensore, un cineasta yemenita di nome Hamid Aqbi, ha espresso un certo sostegno ai diritti LGBT mentre parlava del film.

## Tabella riassuntiva
| Attività e relazioni sessuali legali                         | (tortura, reclusione e/o pena di morte) |
| Parità dell'età di consenso                                  | No                                      |
| Leggi anti-discriminazione sul lavoro                        | No                                      |
| Leggi anti-discriminazione nella fornitura di beni e servizi | No                                      |
| Leggi anti-discriminazione in tutti gli altri settori        | No                                      |
| Matrimonio egualitario                                       | No                                      |
| Unione civile                                                | No                                      |
| Adozione                                                     | No                                      |
| Autorizzazione a prestare servizio nelle forze armate        | No                                      |
| Diritto di cambiare legalmente sesso                         | No                                      |
| Surrogazione di maternità                                    | No                                      |
| Permessa la donazione di sangue per le persone omosessuali   | No                                      |